# Phloiotrya tenuis
Phloiotrya tenuis là một loài bọ cánh cứng trong họ Melandryidae. Loài này được Hampe miêu tả khoa học năm 1850.